# Малахова Тетяна Германівна
Тетяна Германівна Малахова (нар. 24 серпня 1963, Надеждине, Красноградський район, Харківська область, УРСР, СРСР) — українська сценаристка кіно та телебачення, дитяча поетеса, член Національної спілки журналістів України, авторка відомого вірша «Здравствуй, мальчик за серым щитом».

## Життєпис
Народилась 24 серпня 1963 року в селі Надеждине Красноградського району. Батько Тетяна Малахової росіянин, з Уралу. Ще у дитинстві разом з батьками переїхала у Горлівку.
Закінчила філологічний факультет Донецького державного університету. Працювала вчителькою російської мови. Згодом працювала на телебаченні головним редактором дитячих програм у Київ. У 1998 році для Вєрки Сердючки написала близько 10 мініатюр.
У 2005 році переїхала в Росію у Москву. Працювала на «Мосфільмі», була сценаристкою фільмів та телесеріалів, писала для Євгена Петросяна.
2012 року Тетяна Малахова повернулася в Україну, мешкає у Києві.
Під час Революції Гідності була активною учасницею Євромайдану в Києві.
Після початку військової агресії Росії проти України почала спілкуватися виключно українською мовою:
| Коли я була в АТО, до мене підійшов хлопець і каже: «пані Тетяно, дуже люблю ваші вірші, але маю прохання — розмовляйте українською мовою». Я тоді була ще «какая разница» і кажу: «какая разница, главное, что все любим Украину». Та він відповів: «коли я був у полоні, як над нами знущалися! І мої кати розмовляли російською. Тож після звільнення з катівні я не сказав більше ні слова російською». Після цього прохання я поступово почала вчити українську мову і розмовляти нею. Допомогла ще й донька, бо спілкується винятково українською мовою і заборонила з внуками говорити російською, щоб не зросійщувати їх.[7] |
| Нас винищують кулі, вбиває перо Зайшлим словом стріляють гармати… Це стокгольмський мовний синдром — Розмовляти мовою ката.[8] |
На президентських виборах 2019 року підтримала Руслана Кошулинського.

## Творчий доробок
Сценаристка
- 2020 — «Мене звуть Саша»[10]
- 2018 — «Вище тільки кохання»[11]
- 2016 — «Друге життя»
- 2012 — «Черговий ангел-2»
- 2010-2011 — «Інститут шляхетних дівчат»
- 2009-2010 — «Кармеліта. Циганська пристрасть»
- 2008-2010 — «Ранетки»
- 2007-2009 — «Вогонь кохання»
- 2007 — «Своя команда»
- 2007 — «Білка в колесі»